# Pere López Agràs
Pour les articles homonymes, voir Agras.
Pere López Agràs, né le 13 octobre 1971 en Andorre, est un homme politique andorran.

## Biographie
Membre du Parti social-démocrate, il entre au gouvernement le 8 juin 2009 comme ministre de l'Économie et des Finances, après la victoire de son parti aux élections législatives de 2009. 
Le 28 avril 2011, il remplace le premier ministre Jaume Bartumeu, qui a dû démissionner après avoir échoué à faire voter le budget. López assure l'intérim jusqu'aux élections anticipées de 2011, qui voient la large victoire des Démocrates pour Andorre, et l'élection d'Antoni Martí le 12 mai 2011.
Le 28 septembre 2014, à l'issue d'une primaire, López est choisi comme candidat du Parti social-démocrate aux élections législatives de 2015.